# Alfred Müller
Alfred Müller (ur. 24 sierpnia 1905 w Łodzi, zm. 27 grudnia 1980 w Sopocie) – polski funkcjonariusz partyjny, urzędnik państwowy i gospodarczy.

## Życiorys
Ukończył Szkołę Powszechną w Łodzi, po czym pracował w miejscowym przemyśle włókienniczym (-1939). W okresie okupacji był zatrudniony w Oddziale Drogowym Zarządu Miejskiego w Łodzi (1940–1942), przebywał na robotach (1942–1943), ponownie w Zarządzie Miejskim (1943–1945). Po wyzwoleniu pełnił funkcję II sekr. Komitetu Miejskiego PPR/PZPR w Sopocie (1945–1950), prezydenta Sopotu (1950), następnie przew. Prezydium Miejskiej Rady Narodowej w Sopocie (1950–1951), pracownik PMRN w Gdyni, dyr. Miejskiego Przedsiębiorstwa Gospodarki Komunalnej w Sopocie, skąd przeszedł na emeryturę.
Pochowany na cmentarzu komunalnym w Sopocie (kwatera E2-4-4_A).

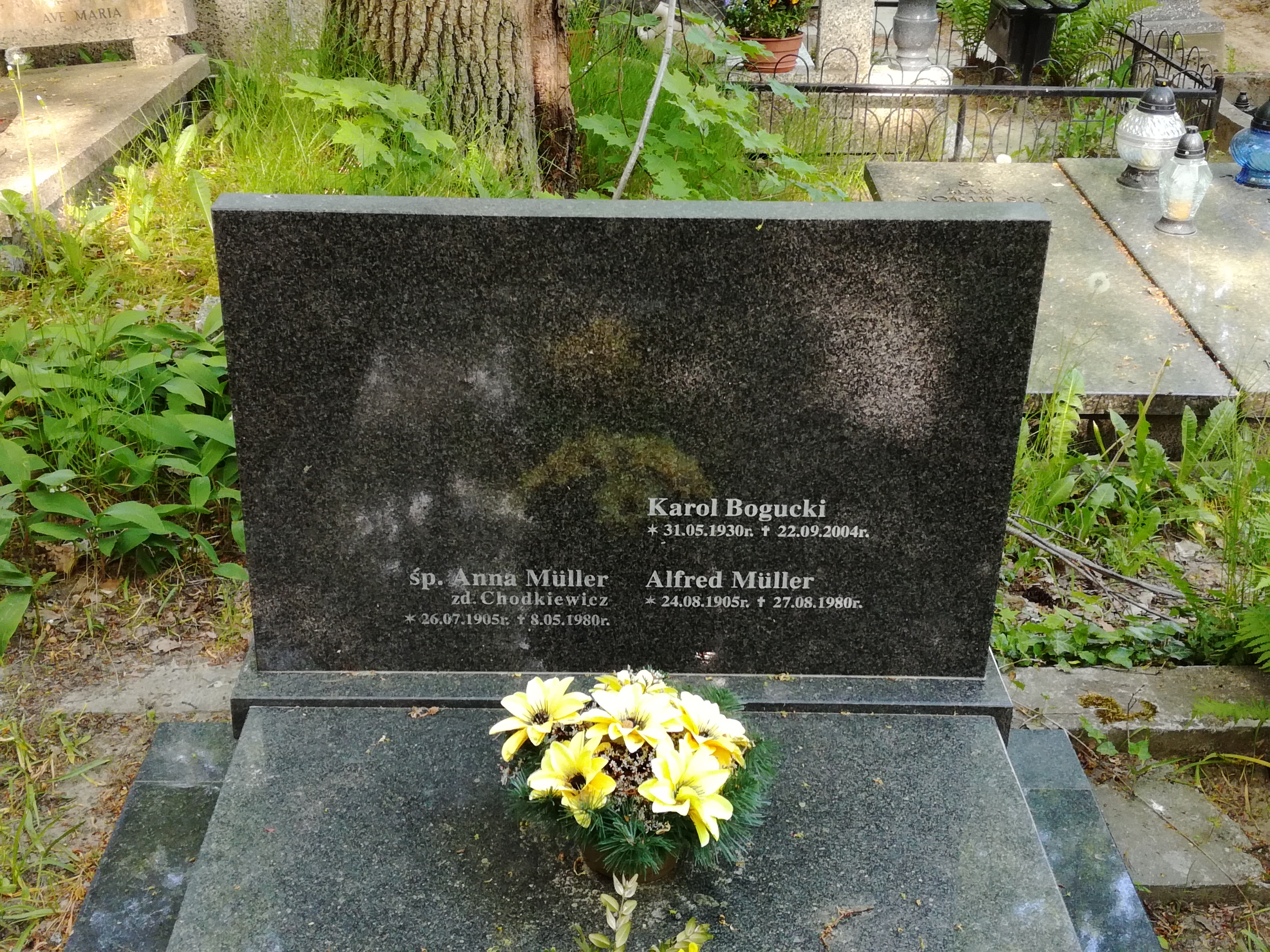
Grób Alfreda Muellera na cmentarzu komunalnym w Sopocie